# William P. Clark
William Patrick Clark, Jr., född 23 oktober 1931 i Oxnard, Kalifornien, död 10 augusti 2013 i Shandon, San Luis Obispo County, Kalifornien, var en amerikansk republikansk politiker och jurist. Han var domare i Kaliforniens högsta domstol 1973–1981, nationell säkerhetsrådgivare 1982–1983 och USA:s inrikesminister 1983–1985.
Clark var en av Ronald Reagans närmaste bundsförvanter och arbetade först för den tidigare skådespelaren som kampanjchef för den framgångsrika guvernörskampanjen i Kalifornien år 1966. Det var guvernör Reagan som utnämnde Clark till delstatens högsta domstol. Under Reagans tid som president rapporterade de amerikanska medierna att av alla ministrar var presidenten mest tillgänglig just för Clark. I en profil för tidskriften Time beskrevs han år 1983 som den näst mäktigaste mannen i Washington.
Efter tiden som minister flyttade Clark tillbaka till Kalifornien. Hustrun Joan avled år 2009 och han själv avled fyra år senare efter att ha drabbats av Parkinsons sjukdom.